# El televisor (película de 1974)
El televisor es una película española para televisión dirigida por Narciso Ibáñez Serrador. Fue emitida en Televisión Española el 5 de julio de 1974.

## Argumento
Enrique es contable en una empresa, cuya vida transcurre de su casa al trabajo y vuelta a su casa. 
Durante años, su mayor preocupación siempre fue que no faltara en casa nada para su mujer y sus dos hijos. Pero, en su interior, guarda un anhelo muy grande: comprar un televisor.
Cuando por fin cumple su sueño, no solo se transformará su personalidad, sino que cambiará la vida de toda la familia.

## Reparto
- Narciso Ibáñez Menta como Enrique
- María Fernanda D'Ocón como Susana
- Kiti Mánver como Julita
- José Miguel Aguado como Quique
- Estanis González como inspector.